# Neocompsa giesberti
Neocompsa giesberti är en skalbaggsart som beskrevs av Martins och Dilma Solange Napp 1986. Neocompsa giesberti ingår i släktet Neocompsa och familjen långhorningar.
Artens utbredningsområde är:
- Costa Rica.
- Honduras.
- Nicaragua.

Inga underarter finns listade i Catalogue of Life.